# Generalizzazione

Quando la mente fa una generalizzazione, estrae l'essenza di un concetto basato sulla sua analisi delle somiglianze da molti oggetti discreti. La semplificazione risultante consente un pensiero di livello superiore.

La generalizzazione è una forma di astrazione per cui le proprietà comuni di istanze specifiche sono formulate come concetti o affermazioni generali. Le generalizzazioni postulano l'esistenza di un dominio o insieme di elementi, così come una o più caratteristiche comuni condivise da quegli elementi (creando così un modello concettuale). In quanto tali, sono la base essenziale di tutte le inferenze deduttive valide (in particolare in logica, matematica e scienze), in cui il processo di verifica è necessario per determinare se una generalizzazione è vera per una data situazione.
In questo processo viene associata una varietà di elementi/esperienze il medesimo significato. Con generalizzazione viene indicato anche il significato ottenuto attraverso questo processo. Con generalizzazione viene indicato sia il processo cognitivo che la conoscenza risultante da questo processo. La generalizzazione ha la funzione di attenuatore di varietà degli elementi/esperienze allo scopo di semplificarne la gestione.

## Logica
Di due concetti correlati, come A e B, A è una "generalizzazione" di B, e B è un caso speciale di A, se e solo se
- ogni istanza del concetto B è anche un'istanza del concetto A; e
- ci sono istanze del concetto A che non sono esempi del concetto B.

Per esempio, l'animale è una generalizzazione dell'uccello perché ogni uccello è un animale, e ci sono animali che non sono uccelli (i cani, per esempio).

## Esempi

### Generalizzazione cartografica
La generalizzazione ha una lunga storia nella cartografia come arte di creare mappe per diverse scale e scopi. La generalizzazione cartografica è il processo di selezione e rappresentazione delle informazioni di una mappa in un modo che si adatta alla scala del mezzo di visualizzazione della mappa. In questo modo, ogni mappa è stata, in una certa misura, generalizzata per corrispondere ai criteri di visualizzazione. Questo include piccole mappe cartografiche, che non possono trasmettere ogni dettaglio del mondo reale. I cartografi devono decidere e quindi modificare il contenuto all'interno delle loro mappe per creare una mappa utile e utile che trasmetta informazioni geospaziali all'interno della loro rappresentazione del mondo.
La generalizzazione è pensata per essere specifica del contesto. Vale a dire, le mappe correttamente generalizzate sono quelle che enfatizzano gli elementi della mappa più importanti pur rappresentando il mondo nel modo più fedele e riconoscibile. Il livello di dettaglio e importanza in ciò che rimane sulla mappa deve superare l'insignificanza di elementi che sono stati generalizzati, in modo da preservare le caratteristiche distintive di ciò che rende la mappa utile e importante.

### Generalizzazione geometrica
Un poligono è una generalizzazione di un triangolo a 3 lati, un quadrilatero a 4 lati e così via su n lati.
Un ipercubo è una generalizzazione di un quadrato bidimensionale, un cubo tridimensionale e così via in n dimensioni.
Un quadrico, come un'ipersfera, ellissoide, paraboloide o iperboloide, è una generalizzazione di una sezione conica di dimensioni superiori.